# Cessna Citation Hemisphere
Le Cessna Citation Hemisphere était un projet d'avion d'affaires à réaction haut gamme de la famille Cessna Citation. Son premier vol était prévu en 2019.
Le Cessna Citation Hemisphere a été dévoilé au salon NBAA de 2015. Il devait être motorisé par deux réacteurs Silvercrest, dont la mise au point pris beaucoup de retard. Après une suspension du développement en 2018, Cessna et Safran Aircraft Engines annoncent en juillet 2019 l'annulation du programme .